# Caspar Franz Sambach
Caspar Franz Sambach (* 6. Jänner 1715 in Breslau; † 27. Februar 1795 in Wien) war ein schlesisch-österreichischer Maler. Er war vor allem als Maler von Altarbildern und als Freskant tätig.

## Leben
Sambach erhielt eine Ausbildung beim Breslauer Maler Johann Heinrich Depée (L'Epée), ein Schüler von Daniel Gran, und ist vorher beim Maler Reinert in die Lehre gegangen, die er jedoch abbrach. 1740 zog er nach Wien, wurde Mitarbeiter in der Künstlerwerkstatt Georg Raphael Donner und absolvierte gleichzeitig ein Studium an der Akademie der Bildenden Künste bei Paul Troger. Drei Jahre danach, 1743, erhielt er den ersten Preis (erstes Prämium) im Zeichnen unter Direktor Jacob van Schuppen und vermählte sich im gleichen Jahr.
Im Jahr 1758 wurde er Ehrenmitglied der Franciscischen Akademie der Freien Künste und Wissenschaften in Augsburg. Nach dem Tod von Paul Troger bekam Sambach unter dem Direktor Martin van Meytens der Akademie der bildenden Künste Wien das Lehramt der Baukunst. Nachdem im Jahr 1772 alle in Wien bestehende Kunstlehranstalten zu einer Akademie der „vereinigten bildenden Künste“ zusammengeschlossen wurde, ernannte man ihn zum Direktor der Maler- und Bildhauerschule.
Sambach hatte drei Töchter und zwei Söhne. Der Ältere, Christian, war ebenfalls Maler. Er starb aber bereits im Jahr 1799, an dem Tag, als er das Dekret für die Professur an der Wiener Kunstakademie erhielt.

## Anmerkung
1. ↑  Lt. Felix Czeike: „Historisches Lexikon Wien“ und „Vaterländische Blätter für den österreichischen Kaiserstaat“, Jahrgang 1812, 1. Band, Seite 462 (Kaspar Sambach, biographische Skizze). Fallweise wird auch der 7. Februar angegeben, beispielsweise im „Österreichisches Archiv für Geschichte, Erdbeschreibung, Staatenkunde, Kunst und Literatur“, III. Jahrgang, 1833, Seite 65.